# SMuFL
标准音乐字体布局（Standard Music Font Layout，简称SMuFL），是一项音乐字体映射的开放标准。
此标准最初由Steinberg公司的Daniel Spreadbury为其打谱软件Dorico开发，但现在由W3C音乐记谱社区小组开发和维护，W3C同时也在维护MusicXML的标准。
SMuFL是音乐字体标准的重要进展，超越了1985年Cleo Huggins为Adobe公司设计的Sonata字体中事实上创建的符号映射标准（这也是Adobe的第一个原创字体）。
目前有许多打谱软件支持SMuFL标准（截止2022年3月，Dorico、Finale和MuseScore支持，但LilyPond和Sibelius不支持），并且有许多SMuFL标准的免费和付费字体。
Daniel Spreadbury为Dorico设计的Bravura字体最初于2013年发布，它是SMuFL的参考字体，也是Dorico的默认字体。

## 软件支持
以下打谱软件从此版本开始支持了SMuFL标准：
- MuseScore v2.0（2015）[11]
- Dorico v1.0.0（2016）[4]
- Finale v27（2021）[12]